# Чекмарев, Пётр Александрович
Пётр Александрович Чекмарев (род. 19 июня 1961, Большое Подберезье, Кайбицкий район, Татарская АССР, РСФСР, СССР) — российский государственный и хозяйственный деятель, учёный-почвовед.
Академик РАН (2013), доктор сельскохозяйственных наук (2007), действительный государственный советник Российской Федерации 2 класса (2014). Заслуженный работник сельского хозяйства Российской Федерации (2014).

## Биография

### Происхождение
Родился в селе Большое Подберезье Кайбицкого района Республики Татарстан. Окончил Казанский государственный аграрный университет, агрономический факультет (1983). В 1983—1984 гг. служил в армии. Трудовую деятельность начал агрономом-семеноводом.
С 1986 по 1997 г. председатель колхоза «Подберезье» в родном районе, перед тем его заместитель.

### Государственная и муниципальная деятельность
Председатель Совета народных депутатов родного села в 1985—1986 гг. В 1997—1999 гг. в Аппарате Президента Республики Татарстан. С 1999 по 2006 г. глава администрации Тетюшского района Республики Татарстан. С 2006 по 2007 г. генеральный директор агропромышленной корпорации «Чистое поле».
С 2007 года в департаменте растениеводства, механизации, химизации и защиты растений Министерства сельского хозяйства Российской Федерации, директором которого стал в том же году и является им по настоящее время. Член Межведомственной комиссии по рассмотрению вопросов, связанных с проведением сезонных полевых сельскохозяйственных работ, и оказанию оперативной помощи органам управления АПК субъектов Российской Федерации.
Руководитель созданной в 2017 году рабочей группы по развитию садоводства и питомниководства в Российской Федерации.
С 2019 по 2021 год значился в должности полномочного представителя Чувашской Республики при Президенте Российской Федерации, был членом Кабинета министров Чувашской Республики в должности заместителя председателя.

### Научная и общественная деятельность
Член редколлегий журналов «АгроЭкоИнфо», «Защита и карантин растений», «Земледелие», «Картофель и овощи», «Садоводство и виноградарство».
Председатель совета Национального союза селекционеров и семеноводов (НССиС). Входит в президиум Федерации борьбы на поясах Республики Татарстан.
Действительный член Академии гуманитарных наук России.
В 2016 году П. А. Чекмарев указывал, что для обеспечения продовольственной безопасности страны необходимо увеличить валовое производство животноводческой и растениеводческой продукции, и что необходимо использовать разработки отечественных учёных в сфере селекции и семеноводства для импортозамещения, повышать качество семенного материала, внедрять передовые технологии на российских полях. В 2017 он также отмечал: «Мы по-прежнему против применения ГМО. Чистота произведённой сельхозпродукции — одно из главных преимуществ нашей страны». В другом интервью того же года заявляет: «У нас есть большое преимущество, у нас нет генномодифицированных растений сегодня, и это наше преимущество. У нас экологически чистая продукция — это тоже наше преимущество. Наше преимущество в том, что у нас много природно-климатических зон в нашей стране, в которых можно выращивать практически все сельскохозяйственные культуры, начиная от зерновых, кормовых и заканчивая рисом, соей и масличными культурами».
Опубликовал свыше 120 научных работ, пять монографий. Докторская диссертация — «Научное обоснование повышения продуктивности картофеля и разработка агротехнических приёмов его возделывания в условиях лесостепи Поволжья».
До слияния РАСХН с РАН был академиком РАСХН (2012).
C 2021 года возглавляет комиссию по развитию агропромышленного комплекса Торгово-промышленной палаты России.

## Семья и личная жизнь
П. А. Чекмарев дружит семьями с Н. В. Нарышкиным.

## Награды
- медаль ордена «За заслуги перед Республикой Татарстан»,
- почётные грамоты МСХ РФ и Россельхозакадемии.
- Почётный гражданин Тетюшского муниципального района (2015)[17].